# Mesaphorura yosii
Mesaphorura yosii är en urinsektsart som först beskrevs av Josef Rusek 1967.  Mesaphorura yosii ingår i släktet Mesaphorura, och familjen blekhoppstjärtar. Arten är reproducerande i Sverige.